# Snooki
Nicole Elizabeth LaValle (nacida como Nicole Elizabeth Polizzi; Santiago, Chile; 23 de noviembre de 1987), conocida públicamente como Snooki, es un personaje televisivo estadounidense de origen chileno reconocida por formar parte del programa de televisión Jersey Shore transmitido por el canal de televisión por cable MTV, programa en que ha formado parte de las seis temporadas emitidas. También apareció como la anfitriona de invitados para WWE Raw en 2011 y compitió en WrestleMania XXVII ese mismo año. Snooki apareció parodiada en un episodio de la serie estadounidense South Park, de Trey Parker y Matt Stone

## Biografía
Nicole, nacida en Chile, fue adoptada a los seis meses de edad por residentes italoestadounidenses, los cuales se trasladaron a Estados Unidos, específicamente a la ciudad de Marlboro, en el estado de Nueva York, lugar en el cual realizó sus estudios y en donde reside actualmente. Su apodo de "Snooki" o "Snooks" fue adoptado durante la escuela secundaria luego de ser la primera de sus amigas en formar una relación con un joven de su edad. También durante esa época, Nicole sufrió un trastorno alimenticio que le ocasionó gran pérdida de peso.

## Carrera

### Jersey Shore
MTV presentó por primera vez a Snooki en ¿Ella realmente está saliendo con él?, un programa que se centraba en mujeres que salían con hombres desagradables o arrogantes. Snooki y su novio, Justin, aparecieron en el episodio 14, "Jerz Pud".
Snooki se convirtió en parte de la serie de telerrealidad, Jersey Shore, después de ser descubierto por el director de casting, Josh Allouche, un empleado de Doron Ofir Casting. The New York Times la identificó como "el miembro destacado del elenco". Según The New York Times, sus acciones en el programa la han provocado ser el blanco del desdén público mientras tiene un "extraño atractivo". Una medida reportada de su atractivo fue que era una de las celebridades más populares disfrazadas de Halloween de 2010. En el apogeo de la popularidad del programa, Snooki supuestamente ganaba 150,000 USD$ por episodio.
Mientras filmaba en Seaside Heights, Snooki recibió un puñetazo en la cara por parte del profesor de gimnasia de una escuela de la ciudad de Nueva York, Brad Ferro. El golpe, aunque se muestra en los avances, fue tachado durante las proyecciones del episodio. Los videos del golpe se volvieron virales en YouTube y aparecieron en muchos medios de comunicación. Después de que el golpe se hizo público, los honorarios de aparición de Snooki aumentaron de 2,000 USD$ a 10,000 por evento.
En 2011, Snooki y su coprotagonista de Jersey Shore, Jennifer Farley, firmaron un contrato para protagonizar un programa derivado, Snooki & JWoww.
El 4 de septiembre de 2013, se anunció en Good Morning America que Snooki competiría en la temporada 17 de Dancing with the Stars, en dueto con Sasha Farber. Fueron eliminados el 28 de octubre de 2013, quedando en octavo lugar a pesar de recibir buenos puntajes y comentarios de los jueces.
A principios de 2016, Snooki protagonizó con su marido la serie Nicole & Jionni's Shore Flip . Desde noviembre de 2015, Snooki ha protagonizado junto a Farley la serie web Snooki & Jwoww: Moms With Attitude producida por AwesomenessTV. El programa concluyó su segunda temporada a finales de 2017. El 28 de enero de 2016, se anunció que participaría en The New Celebrity Apprentice.

## Vida personal
En marzo de 2012, Polizzi anunció su compromiso con Jionni LaValle. Snooki dio a luz al primer hijo de la pareja, Lorenzo Dominic LaValle, el 26 de agosto de 2012. Su segunda hija, Giovanna Marie LaValle, nació el 26 de septiembre de 2014. El 29 de noviembre de 2014, Snooki se casó con Jionni LaValle. El 30 de mayo de 2019 Polizzi dio a luz a su tercer hijo, Angelo James LaValle.

## Filmografía
Películas
| Año  | Película           | Rol        | Notas |
| ---- | ------------------ | ---------- | ----- |
| 2012 | Los tres chiflados | Ella misma | Cameo |
| 2013 | Movie 43           | Ella misma | Cameo |

### Televisión
| Año           | Título                                  | Rol          | Notas                         |
| ------------- | --------------------------------------- | ------------ | ----------------------------- |
| 2009          | ¿Ella realmente está saliendo con él?   | Ella misma   | Temporada 1, Ep. 14           |
| 2009–2012     | Jersey Shore                            | Ella misma   | Reparto principal             |
| 2010          | Cake Boss                               | Ella misma   | Temporada 3, Ep. 21           |
| 2010          | Cuando Tenía 17                         | Ella misma   | Temporada 1, Ep. 10           |
| 2010          | Jimmy Kimmel Live!                      | Ella misma   | Invitada                      |
| 2010          | South Park                              | Ella misma   | It's a Jersey Thing (parodia) |
| 2011          | WWE Raw/WrestleMania XXVII              | Ella misma   | 3 episodios                   |
| 2012–2014     | Snooki & JWoww                          | Ella misma   | Elenco Principal              |
| 2012          | MTV's Club New Year's Eve 2013          | Presentadora | Junto a JWoww & Jeff Dye      |
| 2013          | MTV's ChallengeMania: Road to Rivals II | Anfitriona   | Junto a Kenny Santucci        |
| 2013          | Dancing with the Stars                  | Ella misma   | Participante, Temporada 17    |
| 2013          | Supernatural                            | Ella misma   | Temporada 9, Ep. 16           |
| 2015–2016     | Snooki y Jwoww: madres con actitud      | Ella misma   | Elenco Principal, Serie web   |
| 2016          | Nicole & Jionni's Shore Flip            | Ella misma   | Elenco Principal              |
| 2016          | Hollywood Medium with Tyler Henry       | Ella misma   | Temporada 2, Ep. 1            |
| 2017          | The new celebrity apprentice            | Ella misma   | Temporada 8, (13.eɽ lugar)    |
| 2018–presente | Jersey Shore: Family Vacation           | Ella misma   | Reparto principal             |
| 2018          | Celebrity Fear Factor                   | Ella misma   | Participante                  |
| 2018–2019     | How Far Is Tattoo Far?                  | Anfitriona   | Conductora                    |
| 2019          | Hollywood Medium with Tyler Henry       | Ella misma   | Temporada 4, Ep. 5            |
| 2020          | Ridiculousness                          | Ella misma   | Temporada 16, Ep. 28          |
| 2020          | Celebrity Family Feud                   | Ella misma   | Temporada 4, Ep. 7            |
| 2021          | Floribama Shore                         | Presentadora | Ep. 14–15, junto a JWoww      |
| 2021          | MTV Cribs                               | Ella misma   | Invitada                      |
| 2021–2022     | Messyness                               | Anfitriona   | Conductora                    |
| 2023          | All Star Shore                          | Narradora    | Temporada 2                   |